# 귀도 폰 리스트

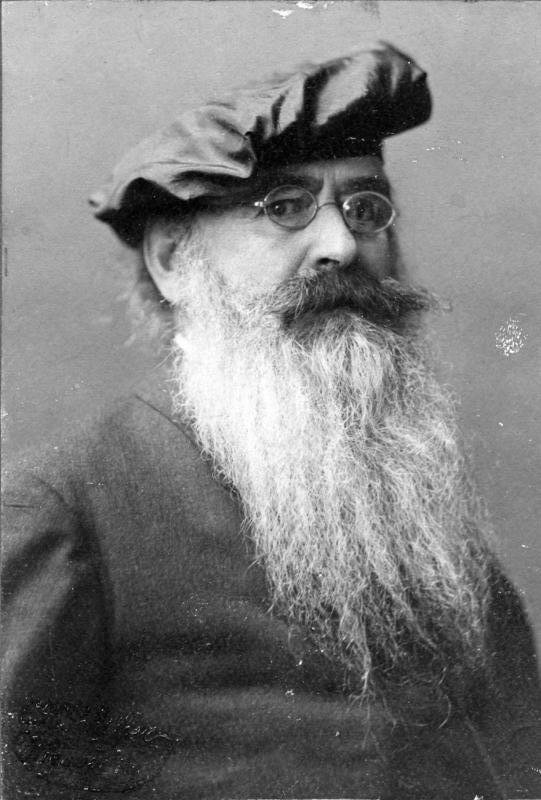
귀도 폰 리스트 (1913년)

귀도 폰 리스트(독일어: Guido von List, 1848년 10월 5일~1919년 5월 17일)는 오스트리아의 오컬트주의자, 저널리스트, 극작가, 소설가로 본명은 귀도 카를 안톤 리스트(독일어: Guido Karl Anton List)이다. 그는 보타니즘(Wotanism)이라고 알려진 현대 이교 운동을 벌였는데, 그는 이것이 기독교 이전의 고대 게르만족의 민족 종교를 부활시킨 것이라고 주장하였다. 여기에는 그가 아르마니즘(Armanism)이라고 이름한 아리아학(Ariosophy) 이론이 포함되었다.

## 생애
오스트리아 빈의 부유한 중산층 가정에서 태어난 리스트는 어린 시절부터 가족의 로마 가톨릭 신앙을 버리고 대신 기독교 이전의 신인 보탄(Wotan)을 섬기기 시작했다고 주장했다. 그는 오스트리아 시골에서 많은 시간을 보내며 조정, 하이킹, 풍경 스케치를 즐겼다. 1877년에 그는 저널리스트로서 경력을 시작하여 주로 민족주의 신문과 잡지에 오스트리아의 농촌에 대한 기사를 게재했다. 이러한 기사에서 그는 농촌 사람들의 민속 문화와 관습에 푈키시(민족운동)적인 강조점을 두었으며, 이러한 것 중 다수가 기독교 이전의 토착 이교 전통이 살아남은 것이라고 믿었다. 그는 철기 시대 게르만 부족들을 배경으로 다룬 세 권의 소설인 Carnuntum (1888), Jung Diethers Heimkehr (1894), Pipara (1895)를 출판했으며 여러 편의 희곡을 쓰기도 했다. 1890년대에 그는 점차 반유대주의 성향을 띠기 시작한 푈키시 민족주의 기사를 계속 써냈고, 이는 대부분 민족주의 신문인 Ostdeutsche Rundschau에 기고되었다. 1893년에 그는 Literarische Donaugesellschaft 문학 협회를 공동 창립했고, 오스트리아의 범독일 민족주의 운동에 참여했는데, 이 운동은 오스트리아를 독일 제국에 통합하고자 하였다.
1902년 11개월 동안 실명을 겪은 리스트는 오컬트에 점점 더 관심을 갖게 되었고, 특히 신지학 협회의 영향을 받아 룬학과 아르마넨 룬(Armanen Futharkh)을 그의 보탄주의 신앙에 포함, 확립시켰다. 그의 작품이 푈키시와 민족주의 공동체 내에서 인기를 얻으면서 1908년 리스트 협회가 설립되기에 이르렀다. 중산층과 상류층에게서 많은 지원을 받은 협회는 리스트의 저술을 출판했고 리스트가 그랜드 마스터로서 주재한 아리아학 비밀 단체인 아르마넨 오더를 포함했다. 이러한 단체들을 통해 그는 현대 사회가 타락했지만 종말론적 사건을 계기로 정화되어 보타니즘을 수용하는 새로운 범게르만 제국이 수립될 것이라는 천년왕국적인 설을 퍼뜨렸다. 리스트는 제1차 세계 대전이 중부 열강의 승리로 끝나고 이 제국이 수립될 것이라는 잘못된 예언을 한 후 1919년 베를린을 방문하던 중 사망했다.
리스트는 생애 동안 오스트리아와 독일의 민족주의와 푈키쉬 하위문화계에서 저명한 인물이 되었고, 이 환경에서 활동하는 많은 사람들의 작업에 영향을 미쳤다. 리스트 협회를 통해 설파된 그의 업적은 제국 하머분트(Reichshammerbund)나 게르만 기사단(Germanenorden)과 같은 후기 푈키쉬 단체 수립으로 이어졌으며, 이를 통해 당시 신생이던 나치당, 슈츠슈타펠, 독일 신앙 운동에 영향을 미쳤다. 제2차 세계 대전 이후 그의 작업은 유럽, 호주, 북미의 다양한 아리아학 및 게르만 신이교 수행자들에게 영향을 주었다.